# 天上人間夜總會
天上人間夜總會，是一間位於北京朝阳区长城饭店的夜總會，1995年开业，該夜總會以坐檯小姐招徠顧客。天上人間夜總會面積980平方米，四海同心會的成員曾擔任該夜總會高管。該夜總會老闆覃輝於2005年退出天上人间，由北京赛华名豪餐饮娱乐有限责任公司接手。
2010年5月，在傅政华出任北京市公安局局长74天后，北京市公安局突擊掃蕩北京天上人间、名门夜宴、花都、凯富国际等四家顶级夜总会，其中天上人間被停止營業半年時間。天上人間解禁後的首日，新聞晨报记者发现天上人间没有重新开张的迹象。

## 后续
2016年12月23日晚，北京警方对涉嫌卖淫嫖娼的多个场所进行搜查。包括位于东城区东直门南大街的保利俱乐部、海淀区板井路的蓝黛俱乐部、海淀区大钟寺东路的丽海名媛俱乐部。其中，丽海名媛俱乐部曾推出“泳装秀”等项目，一度被称为北京小费最高的夜场；蓝黛俱乐部内有2000余平方米的表演广场，在全国多地有连锁；保利俱乐部则标榜“北京天上人间之后最高端”。

## 轶事
1996年北京鹿宪洲抢劫运钞车案，就是在天上人间停车场首先发现罪犯行踪。